# Circusdier

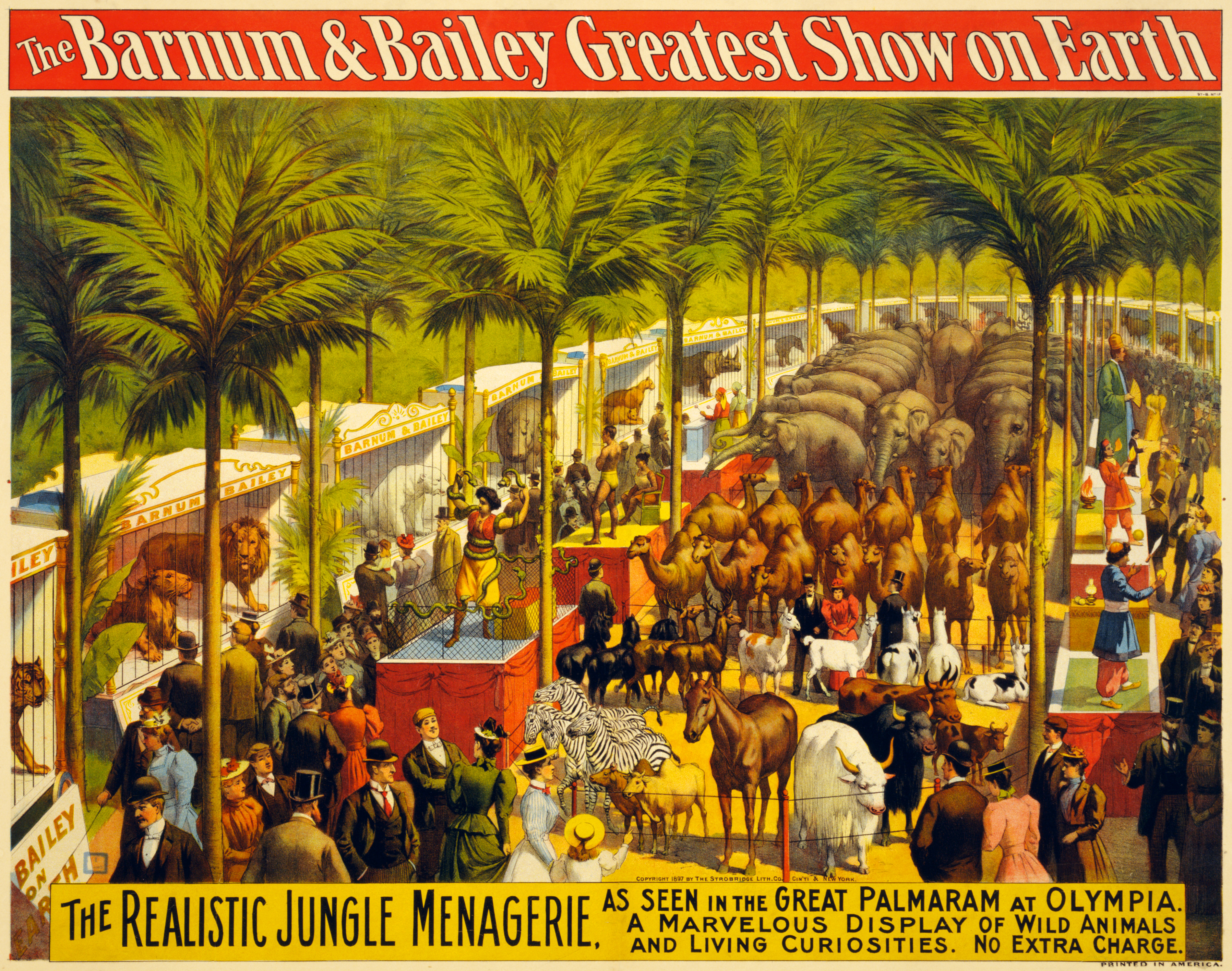
Circusdieren op een affiche van Barnum & Bailey, 1897

Circusdieren zijn dieren die in reizende tentoonstellingen of circussen meereizen of optreden en zo worden geëxploiteerd als publieksattractie.

## Geschiedenis

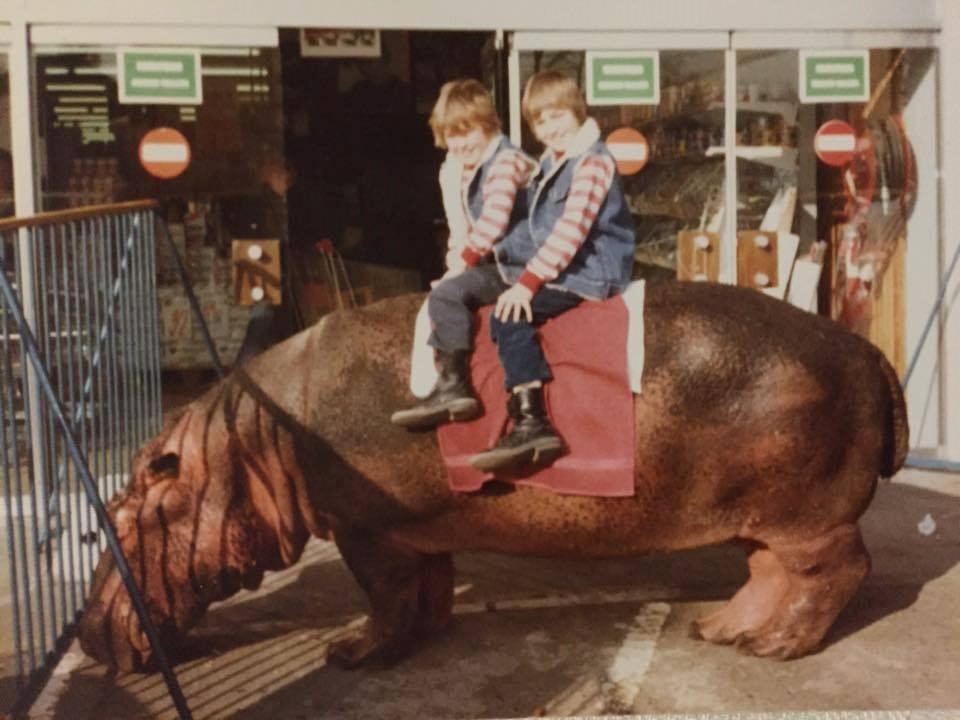
Nijlpaard als circusattractie in 1983

De geschiedenis van het circus zoals dat nu te zien is begint in 1770. Een Engelse sergeant, Philip Astley, vertoonde toen zijn kunsten op paarden in een piste met een tribune eromheen. Later liet hij zelfs een permanent gebouw maken en nodigde zangers, dansers en clowns uit om tussen de paardennummers op te treden. In 1774 ging hij met zijn circus naar Parijs en trok daar veel aandacht. De circustraditie was geboren. In de negentiende eeuw ontstonden er in Engeland en Frankrijk overal circussen. De eerste rondreizende tentcircussen ontstonden rond 1830 in Amerika. Daar liet men voor het eerst wilde dieren, zoals leeuwen en tijgers, in het circus optreden.

## Diersoorten

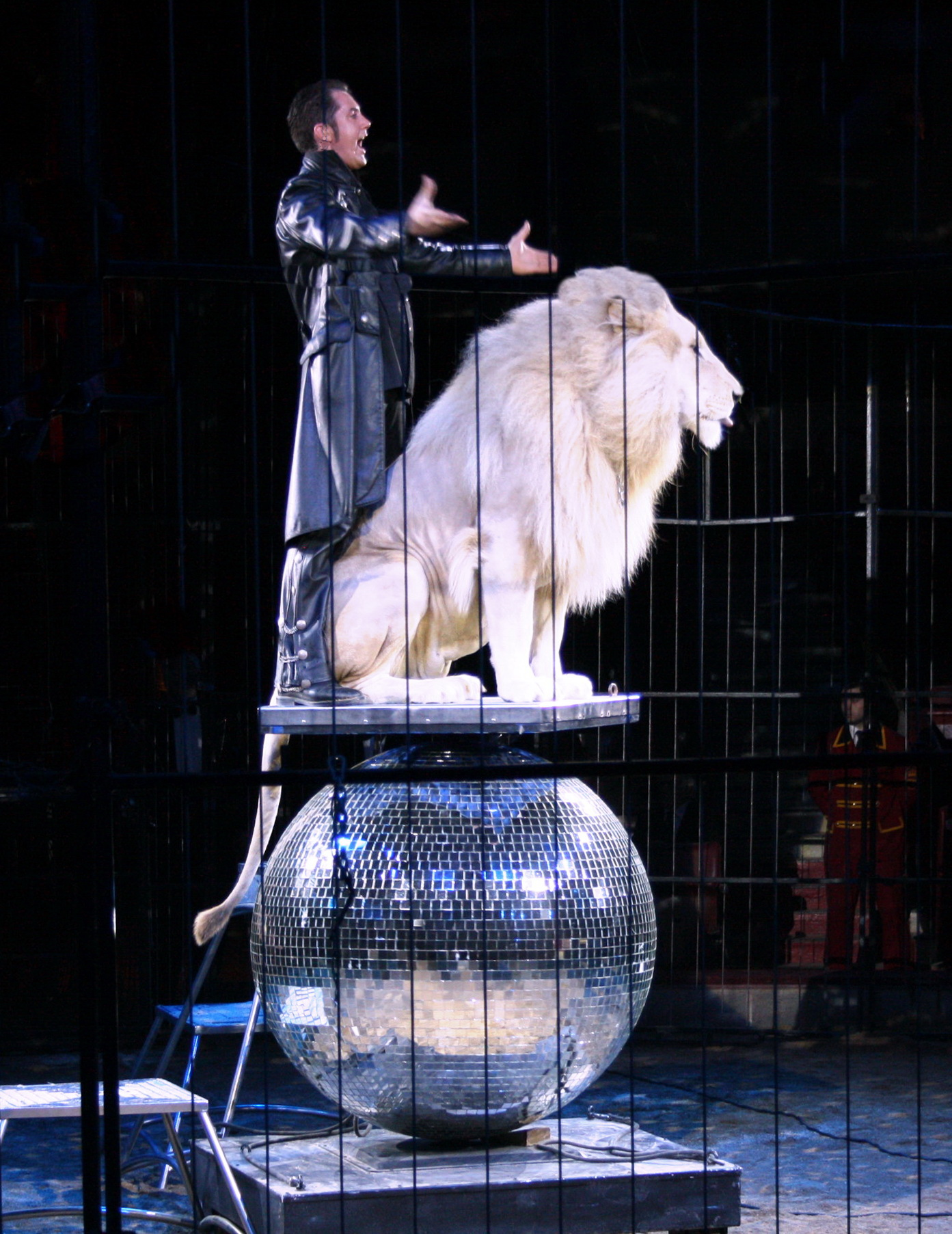
Leeuw met temmer

Hoewel circussen diersoorten op verschillende wijze gebruiken in hun voorstelling, zijn er dieren die wereldwijd het meest voorkomen: grote katten (tijgers/leeuwen), olifanten, paarden, zeeleeuwen, apen en beren. In 2010 reizen er in Nederland 30 verschillende diersoorten mee, waaronder:
- Olifanten
- Tijger
- Leeuwen
- Panters
- Apen (berberapen en resusapen)
- Pinguïns
- Giraffe
- Zeeleeuwen
- Kamelen
- Lama's
- Alpaca's
- Exotische runderen
- Slangen
- Zebra's
- Krokodillen en alligators
- Reptielen
- Ara's
- Struisvogels
- Kangoeroes

In 2010 waren er 250 wilde dieren in circussen in Nederland.

## Voor- en tegenstanders
De laatste decennia is er meer weerstand ontstaan tegen circusnummers met levende dieren. Vooral het gebruik van wilde (niet gedomesticeerde) dieren in circussen ondervindt steeds meer kritiek van dierenbeschermingsorganisaties. Zij hebben duidelijke standpunten ingenomen omdat zij het vanuit dierenwelzijnsoogpunt niet verantwoord vinden. De discussie over het welzijn van circusdieren ontstond mede door undercover video's van trainingen en mishandelingen van circusdieren. Vereniging Wilde Dieren de Tent Uit zet zich in Nederland in voor een verbod op wilde dieren in circussen.
De Vereniging Nederlandse Circusondernemingen (VNCO) zet zich samen met de European Circus Association juist in voor het behoud van circusdieren en het klassieke circusprogramma. Argumenten hiervoor zijn dat circusdieren een educatieve waarde hebben en bijdragen tot een groter respect voor dieren. Ook stelt de vereniging dat de trainingsmethoden gebaseerd zijn op wederzijds vertrouwen tussen trainer en dier. Daarnaast zou het gedrag van de dieren in circusvoorstellingen natuurlijk gedrag zijn. Door het werken met en trainen van circusdieren blijft het dier fit. Bij roofdieren kan dit worden gezien als vervanging van het natuurlijke jaag gedrag van dieren in het wild. Om deze reden is het circus een beter alternatief dan de dierentuin, met name voor jonge roofdieren. Tot slot blijkt uit wetenschappelijk onderzoek dat bepaalde dieren zoals paarden, kamelen, leeuwen en tijgers een prima leven in het circus kunnen hebben, mits de huisvesting op orde is. De VNCO ziet dan ook liever goede regelgeving ten aanzien van het gebruik van bepaalde circusdieren in plaats van een verbod.

## Wetenschappelijk onderzoek
Minister Gerda Verburg (ministerie van Landbouw, Natuur en Voedselkwaliteit) kondigde in 2007 aan een onderzoek in te stellen naar het welzijn van dieren in circussen. Dit onderzoek werd in 2008 uitgevoerd door de Universiteit van Wageningen, en werd in 2009 gepubliceerd. Uit dit onderzoek bleek o.a. het volgende:
- "Bij vijf van de zes circussen was de gezondheids- en voedingstoestand van de meeste dieren over het algemeen in orde."[13]
- "Het optreden lijkt de dieren niet noemenswaard in hun welzijn aan te tasten."[13]
- "De dieren voeren uitsluitend oefeningen uit waarbij het gevraagde gedrag onderdeel is van hun normale gedragspatroon."[13]
- 71% van de geobserveerde dieren heeft medische afwijkingen.[bron?]
- 33% van de tijgers en leeuwen beschikt nooit over een buitenverblijf.[bron?]
- 98% per 24 uur verblijven leeuwen in een binnenverblijf.[bron?]
- Een gemiddeld verblijf van tijgers in circussen is 5 m².[bron?]
- Olifanten staan gemiddeld 17 uur per dag vastgeketend aan voor- en achterpoot.[bron?]
- Olifanten vertonen gemiddeld 10 uur per dag afwijkend en gestoord gedrag.[bron?]
- Transport van olifanten zonder drinkwater loopt op tot 22 uur.[bron?]
- De voedingstoestand van olifanten, tijgers en leeuwen is in 66% van de gevallen ondermaats.[bron?]

De onderzoekers bevelen aan om middels wettelijke regelgeving minimum te stellen aan het houden en gebruiken van dieren in circussen. Verder zou de VNCO in samenspraak met de VNG een afspraken draaiboek moeten opstellen waarin onder meer zaken als termijnen, de aard van het terrein, mogelijkheden tot buitenloop en de beschikbaarstelling van elektra en water zijn geregeld. Van alle dieren vraagt de situatie van de olifant in circussen de meeste aandacht. De onderzoekers stellen verder onderzoek voor op het gebied van het houden van olifanten in circussen.

## Wetgeving

### Nederland
In Nederland bestond er voor die datum geen specifiek onafhankelijk toezicht op het welzijn van circusdieren in gevangenschap. Ook bestond er geen wetgeving voor het houden van dieren in het circus. Er was dus geen sprake van wettelijke minimum welzijnsnormen, zoals dat bijvoorbeeld wel geldt voor landbouwdieren. Wel hadden de circussen van de VNCO eigen richtlijnen opgesteld waar leden aan moeten voldoen. Deze richtlijnen zijn gebaseerd op de Leitlinien van het Deutsche Tierlehrerverband welke tevens model waren voor de Duitse wetgeving. De Raad voor Dierenaangelegenheden, het adviesorgaan van de staatssecretaris van Landbouw, gaf in 2007 middels een brief aan "weinig vertrouwen te hebben in het zelfregulerende vermogen om het welzijn van de dieren in circussen te waarborgen" en "binnen de huidige richtlijnen wordt bijvoorbeeld onvoldoende rekening gehouden met soortspecifieke eigenschappen en welzijnsbehoeften".
Minister Verburg kondigde naar aanleiding van de resultaten van het onderzoek in 2009 regelgeving aan voor circusdieren, maar dit werd in 2011 door Staatssecretaris Bleker geannuleerd. Bleker wilde met de Nederlandse circussector in overleg om te bespreken of de branche regelgeving nodig vindt.
Op maandag 29 oktober 2012 werd bekend dat er volgens het Regeerakkoord 2012 tussen de PvdA en de VVD een verbod wordt ingesteld op wilde dieren in circussen. Op 15 september 2015 heeft de Rijksoverheid het gebruik van wilde dieren in circussen verboden. Dit betekent ook dat vervoer verboden is voor dit doel.

### Internationaal

Het verbod op circusdieren wereldwijd

Steeds meer landen (onder andere België,Oostenrijk, Kroatië, Bulgarije, Israël, Singapore, Costa Rica, Bolivia) verbieden circussen met wilde dieren.
In een brief van 18 september 2009 aan de Europese Ombudsman heeft de Europese Commissie aangegeven dat het verbod op wilde dieren in circussen een nationale aangelegenheid is. Lidstaten van de EU mogen zelf bepalen of deze circusdieren verbieden. Eerder ging de circusbranche hier tegen in bezwaar.

### Gemeentelijk
Ook enkele gemeenten in Nederland probeerden circussen met wilde dieren de toegang te ontzeggen, omdat zij van mening zijn dat het welzijn van de dieren niet kan worden gewaarborgd. De rechtszaak welke vervolgens door de circuswereld werd aangespannen en ook het hoger beroep bij de Raad van State (in dit geval tegen de gemeente Winschoten) toonde aan dat gemeenten niet gerechtigd zijn om een eigen beleid te voeren op het gebied van het welzijn van circusdieren. Zowel de rechtbank als de Raad van State bepaalde dat dit een verantwoordelijkheid van het ministerie van Landbouw, Natuur en Visserij. Andere gemeenten, zoals Amsterdam, Groningen en Heemskerk, voeren een actief voorkeursbeleid uit. Hierbij worden op uitnodiging van de gemeente circussen zónder wilde dieren uitgenodigd. Op deze wijze worden circussen mét wilde dieren succesvol buiten de gemeentegrens gehouden.

## Ongelukken
Het houden van wilde dieren in circussen brengt ook veiligheidsrisico's met zich mee voor de mensen die met de dieren werken en het publiek. Hierdoor zijn er verschillende gewonden en doden gevallen.

## Bekende circusdieren

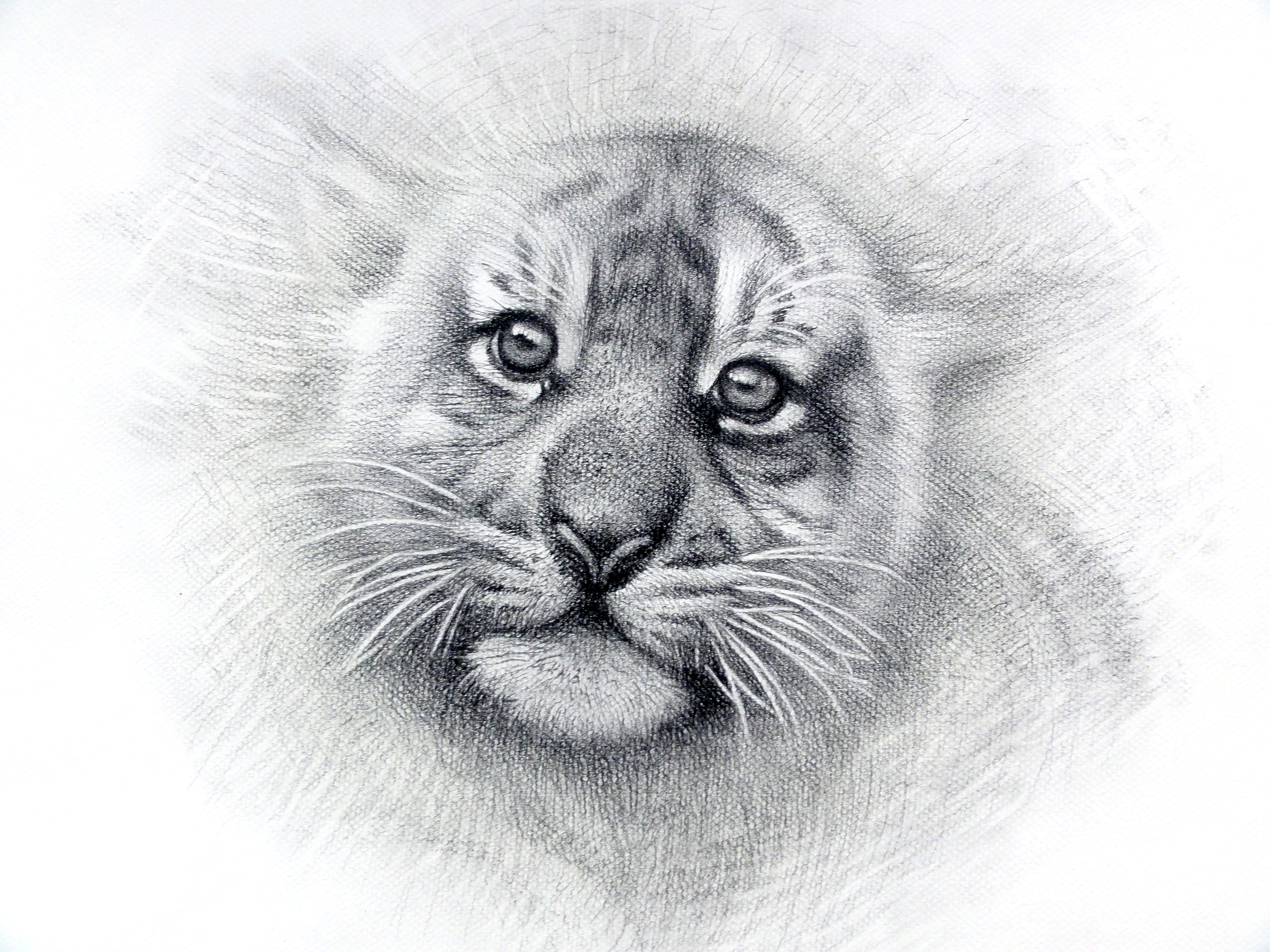
Tijger Sanny, Tekening van Theo Zwinderman

### Tijgertje Sanny
Sanny (Rockanje, Circus Belly Wien 15 juli 2010 — 19 oktober 2010) werd een bekende tijger in Nederland nadat de Telegraaf op 24 september 2010 berichtte dat het jonge dier een spuitje zou krijgen omdat deze staar had. Hierdoor zou de tijger ongeschikt zijn voor het circus. Dierenartsen Herman Aa en Peter Klaver boden aan het tijgertje kosteloos te opereren en te voorzien van nieuwe lenzen. De ingreep werd op 18 oktober 2010 belangeloos uitgevoerd door oogarts Jessica Metzelaar (Deventer Ziekenhuis). Tijgertje Sanny overleed een dag later.

#### Reddingsactie
Het programma 'De Heer Ontwaakt!' op Radio 2 begon naar aanleiding van het artikel in De Telegraaf spontaan een actie om het tijgertje te redden. Roofdierenopvang Stichting Pantera in Friesland bood aan om de tijger op te vangen. Ook Vereniging Wilde Dieren de Tent Uit bood het circus aan om de medische ingreep te bekostigen en het jonge tijgerwelpje, haar broertjes én haar ouders op te vangen in een opvangcentrum in het buitenland. Circus Belly Wien wees het aanbod van beide organisaties af.

#### Doodsoorzaak
Een aangeboren afwijking is tijgertje Sanny fataal geworden. Het diertje overleed aan een epileptische aanval. Uit sectie door de Faculteit Diergeneeskunde van de Universiteit Utrecht blijkt dat het dier een hersenafwijking had, een zogeheten waterhoofd. Daarnaast had het dier een gaatje in haar middenrif, waardoor ze moeilijk ademhaalde. Hierdoor had Sanny een longontsteking. Uit de sectie bleek tevens dat er kleine bloedinkjes in de hersenen van het tijgertje zichtbaar waren. De ouders van Sanny en haar tijgerbroertjes Tom en Jerry zijn broer en zus. De vele medische afwijkingen bij Sanny zouden het gevolg kunnen zijn van inteelt.

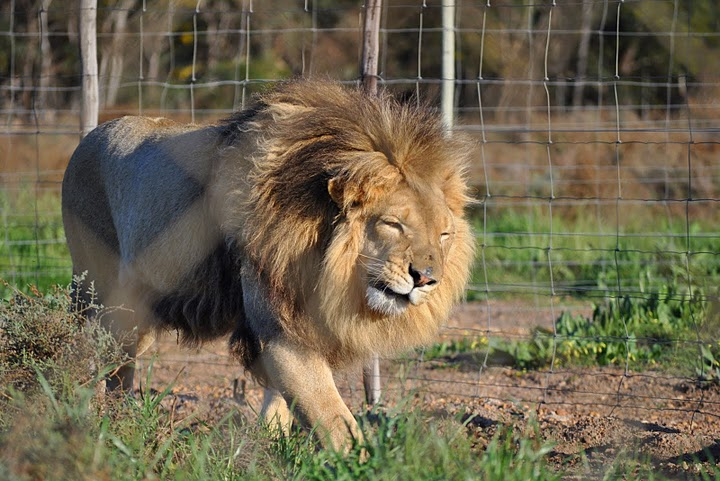
Brutus, Lion Park Zuid-Afrika

### Leeuw Brutus
Brutus (Frankrijk, 2004) werd een bekende leeuw in België nadat deze op 24 maart 2009 bij het Natuurhulpcentrum Opglabbeek (België) met een scheve kaak en uitgetrokken klauwen werd gebracht. Het dier was afkomstig uit een Frans circus.
Na medisch onderzoek blijkt dat de scheve kaak van Brutus is veroorzaakt door een slecht geheelde kaakbreuk. Ook blijkt dat de klauwen van de leeuw zijn uitgetrokken. Sil Janssen, eigenaar van het Natuurhulpcentrum Opglabbeek, vermoed dat de kaakbreuk door mishandeling is veroorzaakt. De uitgetrokken klauwen kunnen enkel met opzet zijn verwijderd. Leeuwen zijn sociale dieren, maar door deze twee afwijkingen kan Brutus niet samenleven met andere leeuwen. Hij kan zich niet verdedigen met zijn klauwen, en ook de slecht geheelde kaak zou mogelijk opnieuw kunnen breken bij een gevecht met andere leeuwen.
Verschillende Vlaamse bekendheden bezochten Brutus en steunden het werk van het opvangcentrum. Zo kwamen de Belgische Prins Laurent en de media ster Laurent Bignolas de leeuw bezoeken.
Na een jaar revalideren in het natuurhulpcentrum verhuisde Brutus op 19 maart 2010 naar het Lion Park Drakenstein in Zuid-Afrika. De reis werd mede mogelijk gemaakt door Animal Travel Services en Havillam Abrahams (Highmoor Freight) die kosteloos assisteerde om het dier in het land te importeren. De vlucht werd gefinancierd door Brigitte Bardot. Lion Park Drakenstein vangt naast Brutus ook andere oud-circusdieren op.

### Olifant Flora
Flora (Zimbabwe, 3 maart 1982) is een Afrikaanse olifant die op tweejarige leeftijd in Zimbabwe in het wild werd gevangen. Hierbij werd jacht gemaakt op ivoor en werd haar familie in haar bijzijn gedood. Flora werd getransporteerd naar de Verenigde Staten van Amerika, waar ze werd aangekocht door een olifantenhandelaar, die de babyolifant doorverkocht aan circusdirecteur David Balding. Flora trad 18 jaar lang als enige olifant op in het circus, dat naar haar werd vernoemd. David Balding, die de olifant als zijn dochter behandelde, realiseerde zich dat ze bij haar soortgenoten moest zijn en ging jarenlang op zoek naar een geschikt opvangcentrum. In 2004 breidde het opvangcentrum voor Indische olifanten The Elephant Sanctuary uit Tennessee (Verenigde staten) uit van 300 hectare naar 2.700 hectare. Hierdoor werd het ook mogelijk om Afrikaanse olifanten op te vangen. Flora leeft sinds 2004 in het opvangcentrum.
Het levensverhaal van Flora en de negen jaar durende zoektocht naar een opvangcentrum werd verfilmd door filmregisseur Lisa Leeman en ging in 2010 in première. Vereniging Wilde Dieren de Tent Uit en de Humane Society International organiseerde op 20 november 2010 de première in het Theater Tuschinski in Amsterdam tijdens het IDFA. Op de première waren enkele bekende Nederlandse aanwezig, onder wie Esther Ouwehand, Loretta Schrijver, Nico Koffeman en Antoinette Hertsenberg. Oprah Winfrey kondigde eind 2010 aan de film als een van de eerste drie films te vertonen op haar Oprah Winfrey Network.

### Olifant Tai
Tai werd in 1966 gevangen uit het wild in Azië en speelde de rol van de mishandelde olifant Rosie in de film Water for Elephants.
De olifant Tai werd volgens Animal Defenders International (ADI) mishandeld toen zij werd getraind. Undercover beelden uit 2005 bij het Amerikaanse olifantenverhuurbedrijf Have Trunk Will Travel laten zien hoe trainers de olifant onder meer elektroshocks geven en wordt geslagen met olifantenhaken. Gary Johnson, een van de oprichters van Have Trunk Will Travel verklaard: 'De olifanten werden tijdens de opnames van 'Water For Elephants' correct en met respect behandeld.'

### Olifant Buba
Buba is de bekendste olifant van Nederland. Zij schitterde met Carice van Houten in de jeugdfilm "Knetter", werkte nog voor Pamela Anderson als assistente van Hans Klok die haar liet verdwijnen en had een rol in de opera Aïda. Samen met haar trainer Lutz Freiwald is zij vooral in Nederland te zien in het Freiwalds Menagerie Circus. Buba haar herkomst is onbekend. De website www.elephant.se Elephant Database geeft anders aan, maar verwart haar met haar oude maatje Kenia. Kenia is echter al vele jaren dood. In 1994 verschenen Kenia en Buba nog samen in de piste van het Nederlandse circus Royal. Eind 2006 was Buba onderwerp van een radioreclame van "wilde dieren de tent uit". De spot schetste een beeld van haar leven dat absoluut niet met de waarheid overeenkwam. De oprichter van de Commissie Klassiek Circus diende bij de Reclame Code Commissie bezwaar aan tegen de inhoud van de reclamespots. Op basis van aangeleverd bewijsmateriaal werd de klacht gegrond verklaard en de reclame als misleidend bestempeld (RCC dossier 08.0024). Op de website van "wilde dieren de tent uit" reageerde de toenmalige campagneleider Jeroen van Kernebeek nogal verbaasd dat hun reclamespot uitgerekend om de argumenten van dierenwelzijn misleidend was bevonden.